# Joanna Okuniewska
Joanna Okuniewska (ur. 3 kwietnia 1993 w Olsztynie) – polska podcasterka, twórczyni m.in. Tu Okuniewska i Ja i moje przyjaciółki idiotki, które uznaje się za jedne z najpopularniejszych podcastów w Polsce w 2020 z około 100 000 odsłuchań pojedynczych odcinków.

## Podcasty
Tu Okuniewska – jej pierwszy stworzony podcast, który traktuje jako swój pamiętnik. Jego pierwszy odcinek został wyemitowany we wrześniu 2018, 80 odcinków odsłuchano blisko 8 000 000 razy.
Ja i moje przyjaciółki idiotki – podcast powstawał nieprzerwanie od 2019 do 2022. We wrześniu 2020 mogła pochwalić się 2. miejscem w kategorii Top Podcasty Polska z ponad 8 500 000 odtworzeń. 3 stycznia 2022 Joanna Okuniewska ogłosiła na swoim Instagramie, że kończy nagrywać ten podcast. W dniu 22 maja 2024 podcast Ja i moje przyjaciółki idiotki został wznowiony.
W 2020 wydała książkę Ja i moje przyjaciółki idiotki – kontynuację lub uzupełnienie podcastu, której pierwszy nakład wyprzedał się w trzy tygodnie. Książka wydana została w formie self-publishingu w wydawnictwie Helenka, którego Joanna jest współwłaścicielką. Dostępna również w formie audiobooka, który czyta autorka. 17 stycznia 2022 na Instagramie Joanna Okuniewska opublikowała post, w którym poinformowała, że ruszyły prace nad tworzeniem scenariusza serialu, bazującego na formacie podcastu Ja i moje przyjaciółki idiotki, jednak w roku 2024 los tego projektu pozostaje nieznany.
W 2019 rozpoczęła cykl Dziewczyny z sąsiedztwa, który skupia się wokół kobiecości i siły kobiet. Ostatni odcinek tego podcastu został wyemitowany 25 marca 2020 we współpracy z SHOWROOM-em. 

## Życiorys
Zaczęła studia mikrobiologiczne w Łodzi, które porzuciła. Wyprowadziła się do Warszawy, gdzie rozpoczęła karierę w agencji reklamowej. W 2016 rzuciła pracę w korporacji i przeniosła się na Islandię, gdzie zaczęła pracę w restauracji w Reykjaviku. Na emigracji rozpoczęła działalność podcasterską.
Joanna Okuniewska zmaga się z depresją, a tworzenie odcinków było dla niej formą autoterapii. Przez kilka lat była związana z psychologiem i terapeutą Amadeuszem Pijańskim, z którym ma córkę Helenę urodzoną w 2020. W grudniu 2023 wyoutowała się w poście na Instagramie ogłaszając, że jest w związku z Natalią Zamilską. Mieszka w Reykjavíku, stolicy Islandii. 

## Nagrody i wyróżnienia
- Nagroda „Podcaster 2019 roku” Za przyciągnięcie do podkastu tysięcy słuchaczek oraz nowatorską formę audycji[22].
- Za realizację podcastu Muzyczka w 2022 otrzymała nominację do Bestsellera Empiku 2021 w kategorii „Podcast”[23].
- Nagroda „Podcaster 2020 roku” na festiwalu Best Stream Awards[24].
- „Więcej niż 100 osób, które zmieniają Polskę na lepsze” magazynu Noizz[25].
- „100 kobiet roku 2020” magazynu Forbes Women[26].
- „50 śmiałych Polek” magazynu Wysokie Obcasy[27].